# Liste der Monuments historiques in Lantosque
Die Liste der Monuments historiques in Lantosque führt die Monuments historiques in der französischen Gemeinde Lantosque auf.

## Liste der Objekte
| Bezeichnung | Beschreibung                                            | Standort | Kennzeichnung | Schutzstatus | Datum | Bild |
| ----------- | ------------------------------------------------------- | -------- | ------------- | ------------ | ----- | ---- |
| Pluviale    | 16. Jahrhundert; in der Pfarrkirche Figuret             |          | PM06000325    | Classé       | 1910  |      |
| Kelch       | Silber und Gold, 15. Jahrhundert; in der Kirche St-Pons |          | PM06000324    | Classé       | 1897  |      |